# IC 1381
IC 1381 — галактика типу SB () у сузір'ї Водолій.
Цей об'єкт міститься в оригінальній редакції індексного каталогу.